# Scott Lynch
Pour les articles homonymes, voir Lynch.
Œuvres principales
- Série Les Salauds Gentilshommes

Scott Lynch, né le 2 avril 1978 à Saint Paul dans le Minnesota, est un auteur américain de fantasy. Il est connu pour sa série Les Salauds Gentilshommes (The Gentlemen Bastards) qui compte trois tomes publiés sur les sept prévus.

## Biographie
Scott Lynch habite dans le Wisconsin et s'est marié en 2016 avec l'écrivain Elizabeth Bear.
Son premier roman Les Mensonges de Locke Lamora a été considéré comme un coup de maître : meilleur lancement d’un nouvel auteur de fantasy en Grande-Bretagne depuis des décennies, unanimement salué par la presse comme une découverte exceptionnelle[réf. nécessaire], traduit en quinze langues. Warner Bros en a acquis les droits pour le cinéma[réf. nécessaire].

## Œuvres

### SérieLes Salauds Gentilshommes
1. Les Mensonges de Locke Lamora, Bragelonne, 2007 ((en) The Lies of Locke Lamora, 2006)
2. Des horizons rouge sang, Bragelonne, 2008 ((en) Red Seas Under Red Skies, 2007)
3. La République des voleurs, Bragelonne, 2014 ((en) The Republic of Thieves, 2013)

H.S : (en) The Bastards and the Knives, 2017

### Nouvelles traduites en français
- Un an et un jour à Theradane-la-Vieille, 2018 ((en) A Year and a Day in Old Theradane, 2014)Publiée dans l'anthologie Vauriens, Pygmalion

## Prix littéraires

### Récompenses
- Prix British Fantasy
  - Prix Spécial 2008 (prix Sydney J. Bounds - Nouvel auteur)
- Prix Imaginales
  - Prix du meilleur roman étranger 2008 pour Des horizons rouge sang

### Nominations
| Année | Récompense                 | Catégorie                       | Œuvre                         |
| ----- | -------------------------- | ------------------------------- | ----------------------------- |
| 2007  | Prix Locus                 | Meilleur roman de fantasy (22e) | Les Mensonges de Locke Lamora |
| 2007  | Prix Locus                 | Meilleur premier roman (2e)     | Les Mensonges de Locke Lamora |
| 2008  | Grand prix de l'Imaginaire | Meilleur roman étranger         | Les Mensonges de Locke Lamora |
| 2009  | Grand prix de l'Imaginaire | Meilleur roman étranger         | Des horizons rouge sang       |
| 2014  | Prix Locus                 | Meilleur roman de fantasy (3e)  | La République des voleurs     |